# 金恩貞
金 恩貞（キム・ウンジョン、朝: 김은정、1990年11月29日 - ）は、大韓民国の女子カーリング選手。慶尚北道義城郡出身。2018年平昌オリンピック銀メダリスト。江陵市庁所属。愛称は「メガネ先輩（안경선배）」。

## 経歴

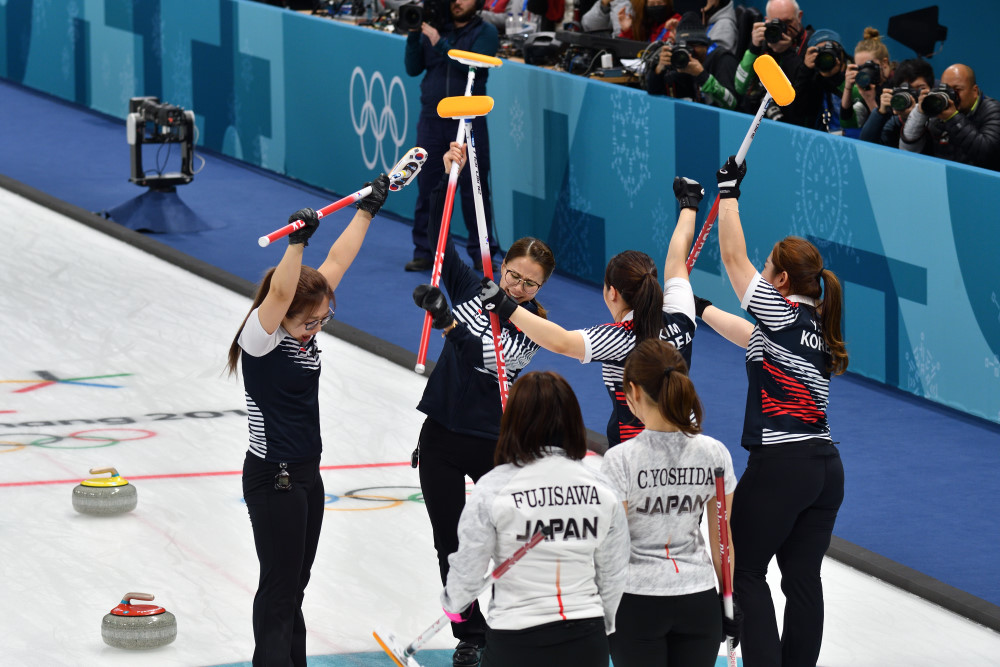
日本対韓国、決着の瞬間（2018年平昌オリンピック）

義城女子中学校、義城女子高等学校出身。高校1年の2006年、地元にカーリング場が出来ると同級生のキム・ヨンミと趣味でカーリングを始めた。その後、ヨンミの妹のキム・ギョンエ、ギョンエの友人でもあるキム・ソニョンがチームに加わり、後に韓国代表となる「チーム・キム」が誕生した。
2009年に大邱大学校に進学すると、慶尚北道体育会に所属。2012年4月には韓国選手権で初優勝。11月のパシフィックアジア選手権でシニア初の韓国代表となる。
2013年に大学卒業すると、その後の4月に行われたオリンピック国家代表選抜戦で敗れ代表を逃す。
2015年、チームにキム・チョヒが加入。
2017年3月、初出場の世界選手権では6位に終わった。
2018年平昌オリンピックに韓国代表のスキップとして出場、予選ラウンドロビンを8勝1敗の1位で通過。準決勝では日本代表のロコ・ソラーレとの接戦を制し、決勝進出を決めた。この大会で日本と韓国は2度対戦したが、キムと日本の藤澤五月（ロコ・ソラーレのスキップ）とを比較する報道が日韓双方でなされ「美女スキップ対決」などと呼ばれた。藤澤はキムについて、「試合中はピリピリして、きりっとした顔でよけい目立っちゃうんですが、パーティーで髪を下ろして、メガネを外すとめちゃくちゃきれい。きれいさでは負けるので私はショットで頑張ります」と述べている。地元韓国での金メダル獲得が期待され、決勝でスウェーデンに敗れはしたものの銀メダルを獲得している。平昌パラリンピックでは、車いすカーリング男子のソ・スンソクと共に最終聖火ランナーを務めた。
2018年3月の世界選手権は5位となり、注目を浴びたシーズンを終えた。
2018年7月に結婚する。その年の11月、チームは大韓体育会会長にチーム指導者交代の嘆願書を提出し、15日にはウンジョンらメンバー揃って記者会見を開いた。チームの創設者であり前大韓カーリング競技連盟副会長キム・ギョンドゥ、その娘でチームの監督でもあるキム・ミンジョンら一族から受けた暴言などのパワハラや、大会賞金の横領、その他監督の息子の保育園行事への参加を強いられた事、結婚したウンジョンをチームから外そうとしている事等について告発した。この一連の騒動にチームは時間を割かれ、またメンバーの精神的苦痛により、チームは練習すらも行えない状態が続いた。またこの頃国内の他のチームが力をつけ始め、チームは低迷期を迎えていた。
産休のためプレイから離れた後、2019年5月に長男を出産すると、8月からチームに復帰する（セカンド。その後の大会でスキップに復帰）。チームの精神的支柱が戻り、国際ツアー大会でベスト4となるなど力をつけ始めた。
しかし、2020年以降さらに環境は厳しくなる。新型コロナウイルス感染拡大による練習場の閉鎖で氷上トレーニングができない状態が続いた。11月の韓国選手権に優勝するも、大韓カーリング連盟は「偏った選手選出で韓国選手権に一部選手を出場させなかった」としてコーチに資格停止処分を下し、チーム・キムの韓国代表資格を認めなかった。結局資格停止問題は、2021年2月に期間限定で解決されている。
なおパワハラ告発の訴えに対しては、2020年11月に大韓カーリング競技連盟がパワハラの当事者一族の永久除名を発表し、家族ぐるみの不正会計、職権乱用、組織の私有化など全ての訴えが認められている。
2021年2月には、所属先の慶尚北道体育会とパワハラ告発の影響や年俸の高騰を理由に再契約を断られ、所属先なしの状態となった。しかし3月に江陵市が救いの手を差し伸べ、江陵市庁カーリング部を創設しその所属となった。平昌シーズンから約3年ぶりに出場した4月の世界選手権では7位に終わった。
12月のオリンピック世界最終予選ではイギリス、日本と共にオリンピック出場権を獲得した。韓国メディアは「オランダに行く前、チームとしてしっかりと準備が出来たのは、実質2ヶ月だった」と報じている。
2022年、北京オリンピックでは、予選ラウンドロビンを4勝5敗とし8位に終わった。
2022年3月、世界選手権に出場、銀メダルを獲得した。

## 人物
試合では眼鏡をかけて厳しい表情を崩さない姿から、韓国国内では井上雄彦の漫画『SLAM DUNK』の登場人物の木暮公延になぞらえて「メガネ先輩」と呼ばれている。
前述の通り、2018年7月7日に約5年間交際した韓国のスケートコーチと結婚。2019年5月に長男を出産している。
趣味は機動戦士ガンダムのプラモデル制作。不調の時も落ち着くと述べている。2013年4月のオリンピック国家代表選抜戦で、それまでチーム・キムが7勝していた京義道庁に敗れて五輪を逃し「カーリングをやめる事も考えていた」程の絶望に陥っていた時、当時監督のキム・ミンジョンは選手たちと3日間家に閉じこもって、黙々とガンダムのプラモデルとレゴを組み立て、無言の修業を行った。

## 戦績

### 韓国代表
- オリンピックのカーリング競技
  - 2018年平昌オリンピック -  銀メダル
  - 2022年北京オリンピック - 8位
- 世界女子カーリング選手権
  - 2017年 - 6位
  - 2018年 - 5位
  - 2021年 - 7位
  - 2022年 -  銀メダル[11]
- パシフィックアジアカーリング選手権
  - 2012年 -  銅メダル
  - 2014年 -  銀メダル
  - 2016年 -  金メダル
  - 2017年 -  金メダル
  - 2021年 -  銀メダル
- アジア冬季競技大会
  - 2017年 -  銀メダル[15][16]

### ワールドカーリングツアー

#### グランドスラム
ワールドカーリングツアーにおける最高峰の大会シリーズであるグランドスラムの成績。
| 略語の説明 | 略語の説明         |
| ---------- | ------------------ |
| C          | 優勝               |
| F          | 準優勝             |
| SF         | ベスト4            |
| QF         | ベスト6・ベスト8   |
| R16        | ベスト16           |
| Q          | 予選敗退           |
| T2         | ティア2（2部）出場 |
| DNP        | 大会不参加         |
| N/A        | 開催せず           |

| 大会 / シーズン      | 2015–16 | 2016–17 | 2017–18 | 2018–19 | 2019–20 | 2020–21 | 2021–22 | 通算成績 |
| -------------------- | ------- | ------- | ------- | ------- | ------- | ------- | ------- | -------- |
| マスターズ           | Q       | QF      | DNP     | DNP     | DNP     | N/A     | SF      | 10-6     |
| ツアーチャレンジ     | SF      | DNP     | T2      | DNP     | DNP     | N/A     | N/A     | 4-2      |
| ナショナル           | Q       | Q       | DNP     | DNP     | DNP     | N/A     | DNP     | 1-7      |
| オープン             | Q       | DNP     | SF      | DNP     | DNP     | N/A     |         | 4-6      |
| チャンピオンズカップ | DNP     | DNP     | DNP     | DNP     | N/A     | DNP     |         | 0-0      |
| プレーヤーズ         | DNP     | DNP     | Q       | DNP     | N/A     | DNP     |         | 1-4      |
| 勝–負                | 7-11    | 4-5     | 5-7     | 0-0     | 0-0     | 0-0     | 4-2     | 20-25    |

#### 旧グランドスラム
| 大会 / シーズン    | 2013–14 | 2014–15 | 2018–19 |
| ------------------ | ------- | ------- | ------- |
| エリート10         | N/A     | N/A     | DNP     |
| オータムゴールド   | DNP     | Q       | N/A     |
| コロニアルスクエア | QF      | DNP     | N/A     |

## チーム
| シーズン | スキップ | サード | セカンド     | リード | リザーブ         |
| -------- | -------- | ------ | ------------ | ------ | ---------------- |
| 2009-10  | 金恩貞   | 金敬愛 | 金善英       | 金栄美 | オ・ウンジン     |
| 2010–11  | 金恩貞   | 金敬愛 | オ・ウンジン | 金栄美 | 金善英           |
| 2011–12  | 金恩貞   | 金敬愛 | 金善英       | 金栄美 | キム・ジヒョン   |
| 2012–13  | 金恩貞   | 金敬愛 | 金善英       | 金栄美 | キム・ミンジョン |
| 2013–14  | 金恩貞   | 金敬愛 | 金善英       | 金栄美 | キム・ミンジョン |
| 2014–15  | 金恩貞   | 金敬愛 | 金善英       | 金栄美 | キム・ミンジョン |
| 2015–16  | 金恩貞   | 金敬愛 | 金善英       | 金栄美 | キム・ミンジョン |
| 2016–17  | 金恩貞   | 金敬愛 | 金善英       | 金栄美 | 金超喜           |
| 2017–18  | 金恩貞   | 金敬愛 | 金善英       | 金栄美 | 金超喜           |
| 2018–19  | 金恩貞   | 金敬愛 | 金善英       | 金栄美 | 金超喜           |
| 2019–20  | 金恩貞   | 金敬愛 | 金善英       | 金栄美 | 金超喜           |
| 2020–21  | 金恩貞   | 金敬愛 | 金超喜       | 金善英 | 金栄美           |
| 2021–22  | 金恩貞   | 金敬愛 | 金超喜       | 金善英 | 金栄美           |